# 빌리 아이돌
윌리엄 마이클 앨버트 브로드(William Michael Albert Broad, 1955년 11월 30일 ~ )는 예명인 빌리 아이돌(Billy Idol)로 널리 알려진 영국의 가수이다.

## 출연 작품

### 영화
- 1991년 도어즈 - 캣 역

## 같이 보기
- 산호성